# Asia-Europe Meeting

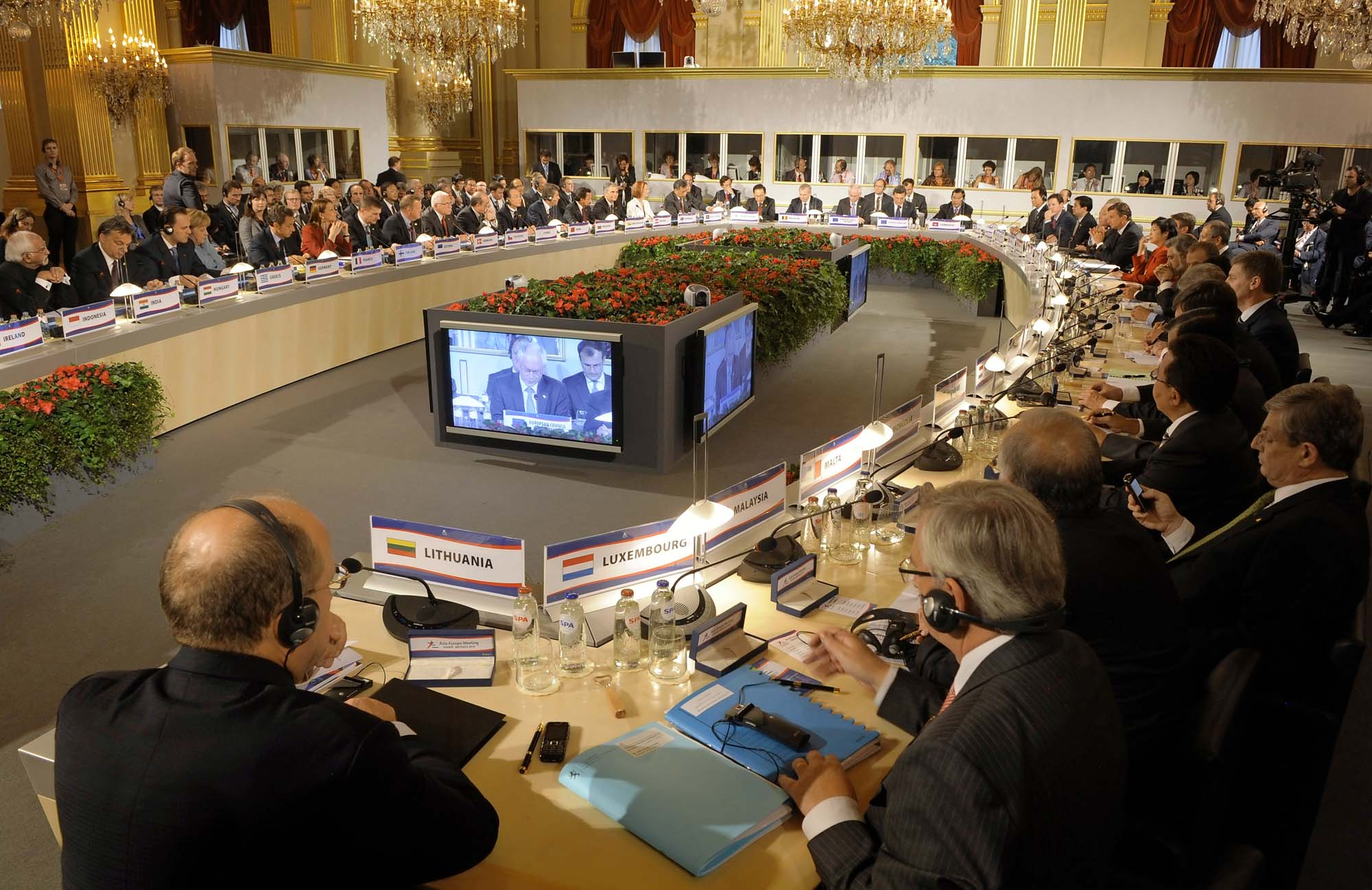
Eröffnung (Opening ceremony) auf dem ASEM-Gipfel 2010 im Königlichen Palast in der belgischen Hauptstadt Brüssel.

Das Asien-Europa-Treffen (Asia-Europe Meeting: ASEM) ist ein interregionales Gesprächsforum, das für den multilateralen Austausch zwischen Europa und Asien in den Bereichen Politik, Finanzen und Wirtschaft, Kultur, Bildung, Umwelt- und Klimaschutz, Arbeit sowie Transport genutzt wird.

## Gründung und Entwicklung

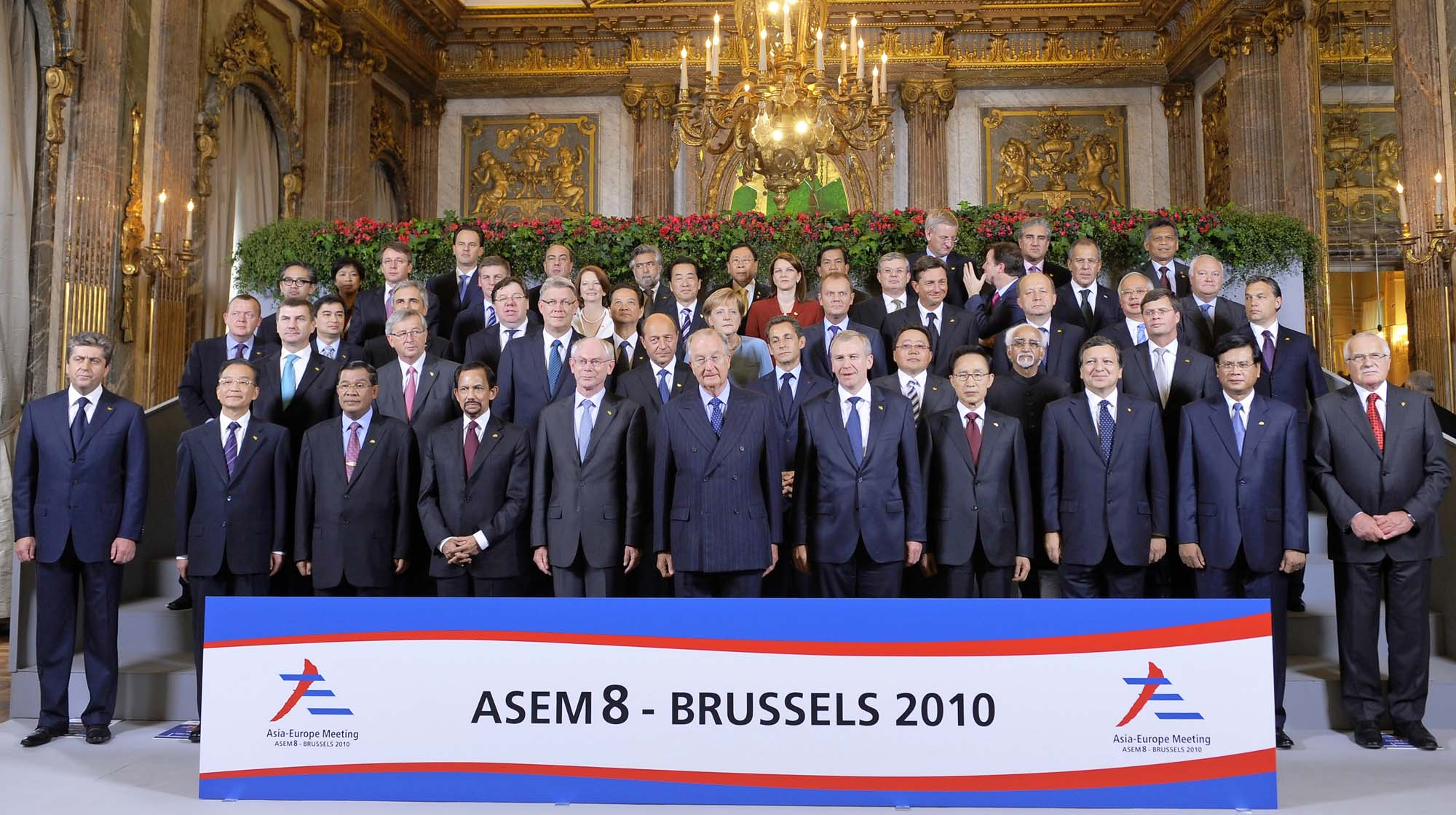
Staats- und Regierungschefs beim 8. ASEM-Gipfel in Brüssel 2010

1994 schlug der Premierminister von Singapur Goh Chok Tong dem französischen Amtskollegen Édouard Balladur das Konzept eines „Asien-Europa-Gipfels“ vor, um die Beziehungen zwischen Europa und Asien zu vertiefen. Die ersten Beratungen wurden im März 1996 abgehalten, dabei beteiligten sich 16 europäische (die damaligen EU-Mitgliedstaaten und die EU-Kommission) und zehn asiatische Teilnehmer, nämlich die sieben damaligen ASEAN-Staaten sowie Japan, China und Südkorea. Beratungen der Außenminister, der Minister für Wirtschaft, Finanzen, Umwelt, Einwanderung und Technologie wurden gleichzeitig abgehalten.
Seit 2004 nehmen auch die neuen ASEAN-Mitglieder Kambodscha, Myanmar und Laos sowie die zehn neuen EU-Staaten am ASEM teil. Auf dem Gipfeltreffen 2006 in Helsinki wurde die Aufnahme Bulgariens, Rumäniens, Indiens, der Mongolei, Pakistans sowie des Sekretariates der ASEAN beschlossen. Es folgten 2010 Australien, Neuseeland und Russland, 2012 Bangladesch, Norwegen und die Schweiz und 2014 schließlich das neue EU-Mitglied Kroatien und das zentralasiatische Kasachstan.

## Aufgaben
ASEM ist als informelles Dialogforum europäischer und asiatischer Staaten konzipiert. Ziel der zweijährlichen Gipfeltreffen der Staats- und Regierungschefs aus Europa und Asien und der ministeriellen Gespräche ist ein Austausch über Themen und Probleme Asiens und der EU sowie im Austausch untereinander. Thematisch basiert ASEM dabei auf drei Säulen:
- Politik: Das Kerngebiet der ASEM. Zusammenarbeit durch Ad-hoc-Treffen auf Außenministerebene. Themen sind vor allem Migrations- und Umweltproblematiken sowie der technologisch-wissenschaftliche Austausch.
- Wirtschaft: Zusammenarbeit durch regelmäßige Treffen der Wirtschafts- und Finanzminister. Inzwischen um das Asiatisch-Europäische Geschäftsforum (AEBF) und diverse sog. Kerngruppen ergänzt.
- Kultur, Bildung und Soziales: Zusammenarbeit auch hier durch Ad-hoc-Treffen auf Ministerebene. Themen sind vor allem bildungspolitischer Austausch, der Erhalt des kulturellen Erbes und soziale Wohlfahrt. Dieser Säule ist die Asien-Europa-Stiftung (Asia-Europe Foundation (ASEF)) mit Sitz in Singapur zugeordnet.

## Gipfeltreffen

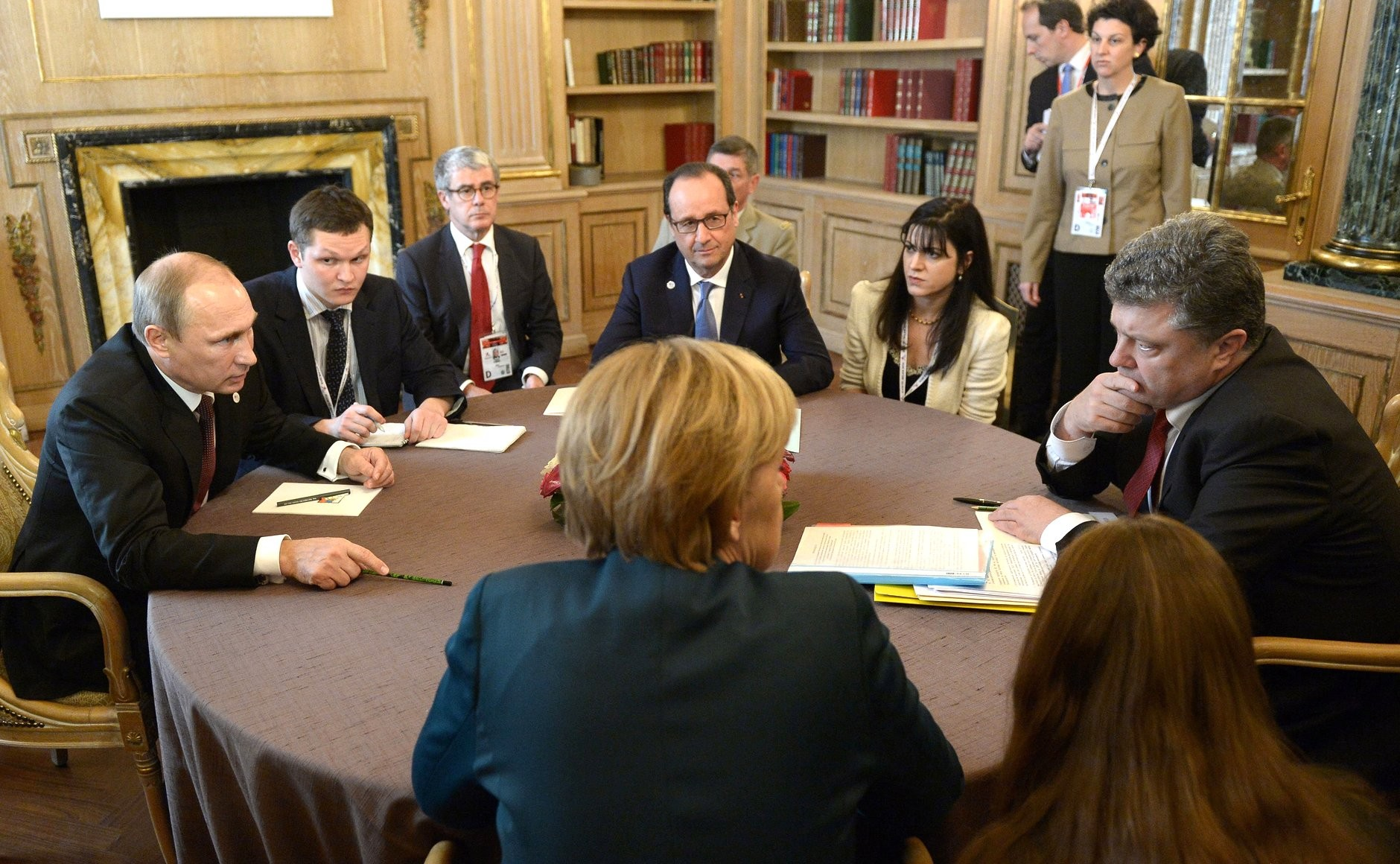
Die offiziellen Gipfel geben auch Möglichkeiten für informellen Dialog zu aktuellen Krisen und Entwicklungen – hier der russische Präsident Wladimir Putin, der Präsident der Ukraine Petro Poroschenko, die deutsche Bundeskanzlerin Angela Merkel und Präsident François Hollande (Frankreich) am 17. Oktober 2014

Kernstück des regionalen Dialogs sind die Gipfeltreffen, auf denen die Regierungs- und Staatschefs aller Mitgliedsstaaten zusammentreffen. Sie finden alle zwei Jahre abwechselnd in Asien und Europa statt. Die bisherigen Treffen wurden ausgerichtet in Bangkok (Thailand; 1996), London (Großbritannien; 1998), Seoul (Südkorea; 2000), Kopenhagen (Dänemark; 2002), Hanoi (Vietnam; 2004), Helsinki (Finnland; 2006), Peking (VR China; 2008), Brüssel (Belgien; 2010), Vientiane (Laos; 2012), Mailand (Italien; 2014), Ulaanbaatar (Mongolei; 2016) und am 18./19. Oktober 2018 in Brüssel.
Das letzte Gipfeltreffen fand 2021 in digital statt.

## Mitglieder

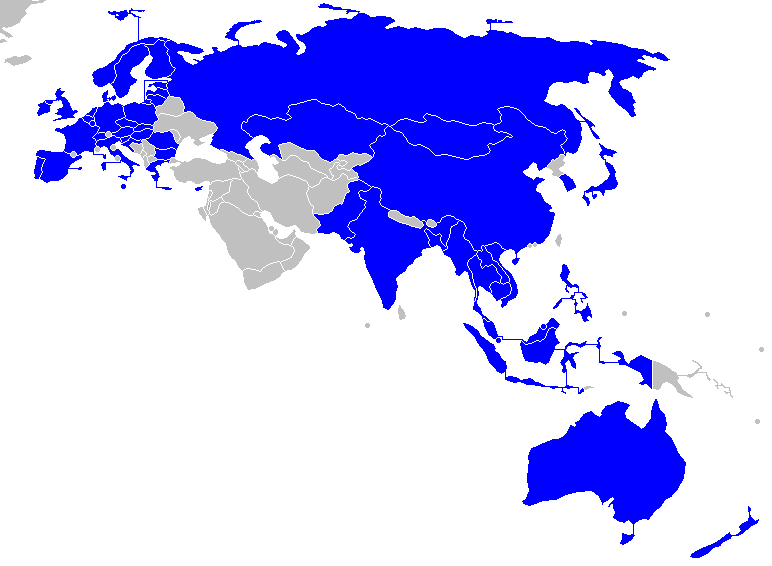
Mitglieder des ASEM (2010)

Aktuell (2015) hat ASEM 53 Partner (51 Staaten und zwei Organisationen):
- Europa (31 Staaten und Europäische Union)
Belgien, Bulgarien, Dänemark, Deutschland, Estland, Finnland, Frankreich, Griechenland, Irland, Italien, Kroatien, Litauen, Lettland, Luxemburg, Malta, Niederlande, Norwegen, Österreich, Polen, Portugal, Rumänien, Russland, Schweden, Schweiz, Slowakei, Slowenien, Spanien, Tschechien, Ungarn, Vereinigtes Königreich, Zypern und die Europäische Union

- Asien (20 Staaten und ASEAN-Sekretariat)
Australien, Bangladesch, Brunei, China, Indien, Indonesien, Japan, Kambodscha, Kasachstan, Republik Korea, Laos, Malaysia, Mongolei, Myanmar, Neuseeland, Pakistan, Philippinen, Singapur, Thailand, Vietnam und das Sekretariat der ASEAN